# Gabriele Bosisio
Gabriele Bosisio (6 de agosto de 1980, Lecco) é um ciclista profissional italiano.